# 고리콥스카야역 (니즈니노브고로드 지하철)
고리콥스카야역(러시아어: Горьковская)은 니즈니노브고로드 지하철 압토자보츠카야 선의 역 중 하나이다. 이 역은 니즈니노브고로드 시내의 고르키 광장 아래에 위치해 있다.